# Rione

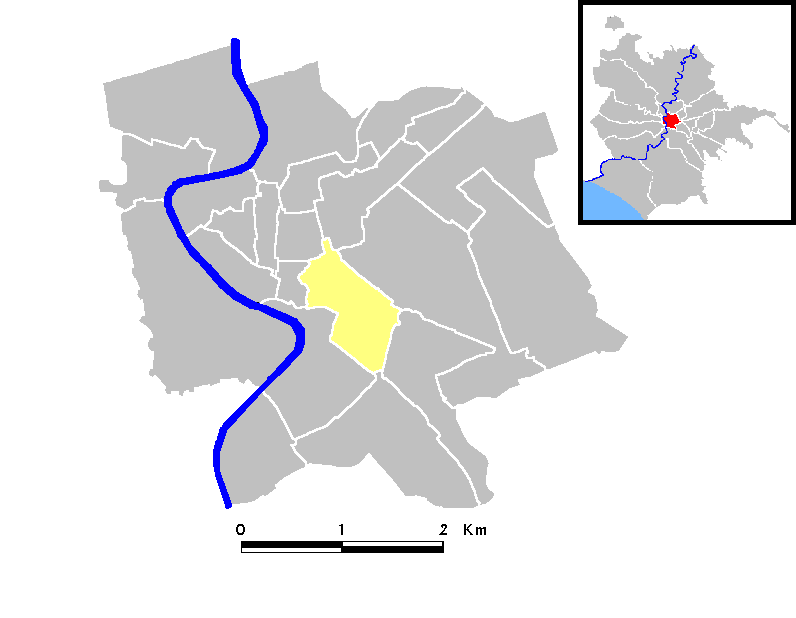
Rione (na żółto) w centrum współczesnego Rzymu

Rione (l.mn. rioni) − tradycyjna jednostka administracyjna w centralnej części Rzymu, którą wyznacza linia Muru Aureliana, w odróżnieniu od jednostek na zewnątrz murów, nazywanych quartiere (pol. kwartał, dzielnica). Jeśli chodzi o rozmiary terytorialne, rione jest terminem równoważnym dla dzielnicy.

## Etymologia
Nazwa pochodzi od łacińskiego regiones, na które w czasach Oktawiana Augusta dzielono stolicę Rzymskiego Imperium. Było ich czternaście. Od średniowiecza na riony dzielono inne włoskie miasta. W tradycyjnym nazewnictwie są to zwyczajowo dzielnice w najstarszych częściach miast.

## Charakterystyka
Rioni rzymskie i w innych włoskich miastach mają obecnie konotacje wyłącznie historyczne, nie pokrywają się z aktualnym podziałem administracyjnym. Obecnie używa się innych nazw dla jednostek administracyjnych w poszczególnych miastach: Rzym i Genua − municipi, Wenecja i Neapol − municipalità, Mediolan − zone di decentramento, Florencja i Bolonia − quartieri. Termin jest też używany w nazewnictwie zwyczajowym dla określenia części miasta, w której mieszkają rodziny wykonujących jakiś określony zawód, np. część miasta, gdzie mieszkają rybacy, nazywana jest rione dei pescatori (pol. dzielnica rybaków, portowa). W rozgrywkach sportowych na poziomie drużyn niższej klasy używa się określenia campionato rionale (pol. rozgrywki, mistrzostwa dzielnicowe). W dialektach istnieją pochodne tego terminu, np. w regionie Emilia-Romania rua, w Kalabrii ruga.